# Верхняя Пышма (административно-территориальная единица)
Административно-территориальная единица город Ве́рхняя Пышма́ — административно-территориальная единица Свердловской области России со статусом, соответствующим категории города областного подчинения. Административный центр — город Верхняя Пышма.
С точки зрения муниципального устройства, на территории АТЕ город Верхняя Пышма образованы два муниципальных образования:  городской округ Верхняя Пышма и муниципальный округ Среднеуральск.

## География
Город Верхняя Пышма как административно-территориальная единица граничит:
- на западе и севере с Невьянским районом;
- на северо-востоке с Режевским районом;
- на востоке с городом Берёзовским;
- на юге с городом Екатеринбургом;
- на юго-западе с городом Первоуральском.

## История

### Верхнепышминский городской Совет
Указом Президиума ВС РСФСР от 22 февраля 1946 года рабочий посёлок Пышма был преобразован в город с присвоением названия Верхняя Пышма. Верх-Пышминский район был упразднён, рабочий посёлок Среднеуральск и Балтымский, Исетский, Мостовской и Первомайский сельсоветы подчинены в административном отношении Верхнепышминскому горсовету.
21 марта 1950 года населённый пункт Кедровое Мостовского сельсовета был отнесён к категории рабочих посёлков.
29 марта того же года был образован Красненский сельсовет за счёт разукрупнения Балтымского. В состав Красненского сельсовета были включены населённые пункты: Красное (административный центр), Глубокий Лог, Лежневка, Нагорная, подсобного хозяйства, Полигонный и 4-го квартала.
18 июня 1954 года д. Мурзинка из Исетского сельсовета передана в состав Среднеуральского поссовета, а пос. Ольховка перечислен из состава Первомайского сельсовета в состав Кедровского поссовета. Первомайский и Мостовской сельсоветы были объединены в один Первомайский сельсовет.
11 октября 1957 года пос. Исеть пригородной зоны Верхней Пышмы был отнесён к категории рабочих посёлков с сохранением, Исетский сельсовет преобразован в Исетский поссовет, в административно-территориальное подчинение которого были переданы ж.д. ст. Шувакиш, ж.д. ст. Сагра и ж.д. площадка Гать.
13 мая 1959 года пос. Нагорный был передан из состава Красненского сельсовета в подчинение Первомайского сельсовета, а пос. Соколовка из Красненского сельсовета в Кедровский поссовет. Из состава Балтымского сельсовета в административно-территориальное подчинение Кедровского поссовета были переведены населенные пункты кордон Шиты, 102-й подстанции, пионерских лагерей завода «Электроаппарат», облпотребсоюза и УЗТМ.
29 января 1960 года пос. Стройсектор был перечислен из административно-территориального подчинения Верхнепышминского горсовета в состав Балтымского сельсовета.
1 февраля 1963 года горсовет Верхней Пышмы был подчинён Свердловскому областному (промышленному) Совету депутатов трудящихся. Верхнепышминскому горсовету были переданы в подчинение Исетский, Кедровский и Среднеуральский поссоветы и Красненский сельсовет. Балтымский и Первомайский сельсоветы Верхней Пышмы были переданы в состав Свердловского сельского района.
2 апреля 1965 года на базе пос. Совхозного Балтымского сельсовета Верхней Пышмы был образован Садовый сельсовет (пос. Козловский и Поликлиника). Садовый сельсовет был передан в административно-территориальное подчинение Орджоникидзевского района Свердловска.
27 декабря 1965 года рабочий посёлок Среднеуральск был отнесён к категории городов районного подчинения. Преобразование было утверждено указом Президиума Верховного Совета РСФСР 17 февраля 1966 года.
22 ноября 1966 года были переименованы населённые пункты: пос. детской больницы — в пос. Ромашка; пос. строительного сектора — в пос. Залесье.
9 февраля 1977 года были уточнены как правильные наименования населённых пунктов Мостовского сельсовета: с. Мостовское (вместо варианта Мостовая), пос. Первомайский (вместо варианта Первомайское).
1 декабря 1980 года решением облисполкома № 650 было составлено описание городской черты Верхней Пышмы (решением № 650-б описание городской черты Среднеуральска).
20 ноября 1986 года была установлена городская черта Верхней Пышмы.
7 августа 1996 года п. Соколовка был передан из Кедровского поссовета в Красненский сельсовет.

### Муниципальные образования
К 1996 г. на территории Верхней Пышмы как административно-территориальной единицы были созданы два муниципальных образования: город Верхняя Пышма и город Среднеуральск. 10 ноября 1996 года муниципальные образования были включены в областной реестр.
31 декабря 2004 года муниципальные образования были наделены статусом городского округа, причём рабочие посёлки в подчинении Верхней Пышмы были преобразованы в сельские населённые пункты.
С 1 января 2006 года были утверждены новые наименования муниципальных образований — городской округ Верхняя Пышма и городской округ Среднеуральск.
С 1 января 2025 года городской округ Среднеуральск был преобразован в муниципальный округ.

## Населённые пункты, административно-территориальное устройство
В состав города Верхней Пышмы как административно-территориальной единицы входят 28 населённых пунктов: 2 города и 26 сельских населённых пунктов. До 1 октября 2017 года сельские населённые пункты делились на 3 сельсовета, населённые пункты в подчинении города и непосредственно входящие в город.

### Административно-территориальное устройство до 1.10.2017
| №        | ТЕ / АТЕ            | Состав | ГО            |
| -------- | ------------------- | --- | ------------- |
| 1        | город Верхняя Пышма | Верхняя Пышма                                                                                                  | Верхняя Пышма |
| 2        | город Среднеуральск | Среднеуральск, посёлок Кирпичный, деревни Коптяки, Мурзинка                                                    | Среднеуральск |
| 3        | с.н.п.              | посёлки Гать, Исеть, Кедровое, Ольховка, Сагра, деревня Мостовка                                               | Верхняя Пышма |
| 3.000001 | сельсоветы          | |               |
| 4        | Балтымский          | село Балтым, посёлки Вашты, Залесье, Зелёный Бор, Красный Адуй, Крутой, Половинное, Ромашка, Санаторный, Шахты | Верхняя Пышма |
| 5        | Красненский         | посёлки Красный, Глубокий Лог, Соколовка                                                                       | Верхняя Пышма |
| 6        | Мостовской          | село Мостовское, деревня Верхотурка, посёлки Каменные Ключи, Нагорный, Первомайский                            | Верхняя Пышма |

### Населённые пункты
| №  | Населённый пункт | Тип               | Население | Городской округ |
| -- | ---------------- | ----------------- | --------- | --------------- |
| 1  | Балтым           | село              | ↗3393     | Верхняя Пышма   |
| 2  | Вашты            | посёлок           | →0        | Верхняя Пышма   |
| 3  | Верхняя Пышма    | город, адм. центр | ↗73 727   | Верхняя Пышма   |
| 4  | Верхотурка       | деревня           | ↗24       | Верхняя Пышма   |
| 5  | Гать             | посёлок           | ↘51       | Верхняя Пышма   |
| 6  | Залесье          | посёлок           | ↗187      | Верхняя Пышма   |
| 7  | Зелёный Бор      | посёлок           | ↗264      | Верхняя Пышма   |
| 8  | Исеть            | посёлок           | ↘3087     | Верхняя Пышма   |
| 9  | Каменные Ключи   | посёлок           | ↗13       | Верхняя Пышма   |
| 10 | Кедровое         | посёлок           | ↗2347     | Верхняя Пышма   |
| 11 | Кирпичный        | посёлок           | ↗67       | Среднеуральск   |
| 12 | Коптяки          | деревня           | ↗217      | Среднеуральск   |
| 13 | Красный          | посёлок           | ↗1720     | Верхняя Пышма   |
| 14 | Красный Адуй     | посёлок           | ↗108      | Верхняя Пышма   |
| 15 | Крутой           | посёлок           | ↗52       | Верхняя Пышма   |
| 16 | Мостовка         | деревня           | 9         | Верхняя Пышма   |
| 17 | Мостовское       | село              | ↗364      | Верхняя Пышма   |
| 18 | Мурзинка         | деревня           | ↗38       | Среднеуральск   |
| 19 | Нагорный         | посёлок           | ↗78       | Верхняя Пышма   |
| 20 | Ольховка         | посёлок           | ↗227      | Верхняя Пышма   |
| 21 | Первомайский     | посёлок           | ↘68       | Верхняя Пышма   |
| 22 | Половинный       | посёлок           | ↗147      | Верхняя Пышма   |
| 23 | Ромашка          | посёлок           | ↘38       | Верхняя Пышма   |
| 24 | Сагра            | посёлок           | ↗267      | Верхняя Пышма   |
| 25 | Санаторный       | посёлок           | ↗384      | Верхняя Пышма   |
| 26 | Соколовка        | посёлок           | ↗229      | Верхняя Пышма   |
| 27 | Среднеуральск    | город             | ↗23 651   | Среднеуральск   |
| 28 | Шахты            | посёлок           | →1        | Верхняя Пышма   |

Исторически выделялись поссоветы:
- Исетский — рабочий посёлок Исеть, посёлки Гать и Сагра;
- Кедровский — рабочий посёлок Кедровое, посёлки Ольховка и Соколовка.

12 октября 2004 года рабочие посёлки Исеть и Кедровое были преобразованы в сельские населённые пункты.
В ОКАТО до 2020 года в соответствии с историческим статусом деревня Коптяки, посёлок Кирпичный, деревня Мурзинка определялись как сельские населённые пункты, подчинённые администрации города Среднеуральска.
В декабре 2020 года посёлок Глубокий Лог (исторически относившийся к Красненскому сельсовету) был присоединён к посёлку Красному.